# William McCormack
William Jerome McCormack (ur. 24 stycznia 1924 w Nowym Jorku, zm. 23 listopada 2013) – amerykański duchowny katolicki, biskup pomocniczy Nowego Jorku w latach 1986-2001.

## Życiorys
Święcenia kapłańskie otrzymał 21 lutego 1959 i inkardynowany został do rodzinnej archidiecezji.
23 grudnia 1986 papież Jan Paweł II mianował go biskupem pomocniczym archidiecezji nowojorskiej ze stolicą tytularną Nicives. Sakry udzielił mu w bazylice św. Piotra w Rzymie papież Jan Paweł II. Na emeryturę przeszedł 30 października 2001.